# Tjæreborg Indsø
Tjæreborg Indsø er en sø øst for Esbjerg (og syd for Tjæreborg), der i folkemunde kaldes Lille Mallorca. Søen er tilgængelig fra en rasteplads på Primærrute 24, eller via en stiforbindelse fra Tjæreborg. Området er et lokalt udflugtsmål og er populært som scene for udendørssex.
Søen er opstået i et hul, dannet ved grusgravning i en bakkeskrænt i forbindelse med anlægget af vejen mellem Esbjerg og Store Darum i midten af 1960'erne.